# Knjazjytsy

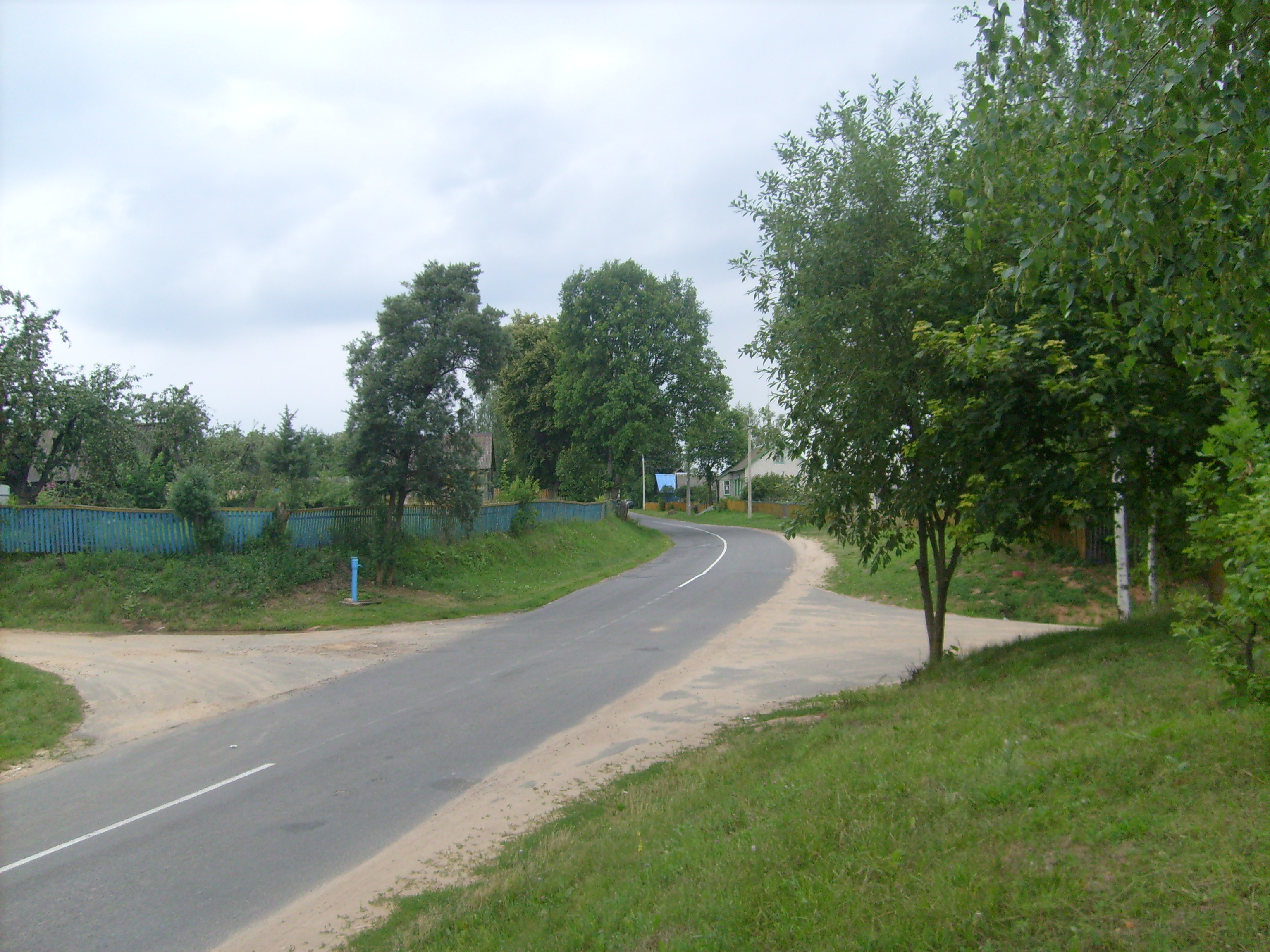
Knjazjytsy

Knjazjytsy (vitryska: Княжыцы) är en agropolis i Belarus.   Den ligger i voblasten Mahiljoŭs voblast, i den nordöstra delen av landet, 170 km öster om huvudstaden Minsk. Knjazjytsy ligger 178 meter över havet och antalet invånare är 767.

## Natur och klimat
Terrängen runt Knjazjytsy är platt. Runt Knjazjytsy är det ganska tätbefolkat, med 192 invånare per kvadratkilometer.. Närmaste större samhälle är Mahiljoŭ, 14,2 km sydost om Knjazjytsy.
Trakten runt Knjazjytsy består till största delen av jordbruksmark.